# Ottelia verdickii
Ottelia verdickii là một loài thực vật có hoa trong họ Hydrocharitaceae. Loài này được Gürke ex De Wild. mô tả khoa học đầu tiên năm 1902.